# Andrzej Rojewski
Andrzej Rojewski (Wejherowo, 20 de agosto de 1985) es un jugador de balonmano polaco que juega de lateral derecho. Fue un componente de la selección de balonmano de Polonia.
Con la selección logró la medalla de bronce en el Campeonato Mundial de Balonmano Masculino de 2015.

## Palmarés

### SC Magdeburg
- Liga de Campeones de la EHF (1): 2002
- Supercopa de Europa de Balonmano (1): 2002
- Copa EHF (1): 2007
- Copa de Alemania de balonmano (1): 2016

## Clubes
- VfL Fredenbeck ( -2001)
- SC Magdeburg (2001-2016)
- SC DHFK Leipzig (2016-2019)[3]